# Яхия Кемал Беятлъ
Яхия Кемал Беятлъ (на турски: Yahya Kemal Beyatlı) е виден турски поет и политик.

## Биография
Беятлъ е роден през 1884 г. в Скопие, тогава в Османската империя. Завършва средно образование в лицея Вефа в Цариград. През 1903 г. заминава за Париж, Франция, за да следва политически науки. През 1912 г. се завръща в Цариград. От 1915 до 1923 г. работи като университетски преподавател.
През 1923 г. е избран за член на парламента на новооснованата Турска република. Работи в турските посолства във Варшава и Мадрид от 1926 до 1935 г. След завръщането си в Турция е депутат до 1946 г.